# Правило трёх (C++)
Правило трёх (также известное как «Закон Большой Тройки» или «Большая Тройка») — правило в C++, гласящее, что если класс или структура определяет один из следующих методов, то они должны явным образом определить все три метода:
- Деструктор
- Конструктор копирования
- Оператор присваивания копированием

Эти три метода являются особыми членами-функциями, автоматически создаваемыми компилятором в случае отсутствия их явного объявления программистом. Если один из них должен быть определён программистом, то это означает, что версия, сгенерированная компилятором, не удовлетворяет потребностям класса в одном случае и, вероятно, не удовлетворит в остальных случаях.
Поправка к этому правилу заключается в том, что если используется RAII (от англ. Resource Acquisition Is Initialization), то используемый деструктор может остаться неопределённым (иногда упоминается как «Закон Большой Двойки»).
Так как неявно определённые конструкторы и операторы присваивания просто копируют все члены-данные класса, определение явных конструкторов копирования и операторов присваивания копированием необходимо в случаях, когда класс инкапсулирует сложные структуры данных или может поддерживать эксклюзивный доступ к ресурсам. А также в случаях, когда класс содержит константные данные или ссылки.

## Правило пяти
С выходом одиннадцатого стандарта правило расширилось и стало называться правилом пяти. Теперь при реализации конструктора необходимо реализовать:
- Деструктор
- Конструктор копирования
- Оператор присваивания копированием
- Конструктор перемещения
- Оператор присваивания перемещением[4]

Пример правила пяти:
```
#include
 
<cstring>

class
 
RFive

{

private
:

    
char
*
 
cstring
;

public
:

    
// Конструктор со списком инициализации и телом

    
RFive
(
const
 
char
*
 
arg
)

    
:
 
cstring
(
new
 
char
[
std
::
strlen
(
arg
)
+
1
])

    
{

        
std
::
strcpy
(
cstring
,
 
arg
);

    
}

    
// Деструктор

    
~
RFive
()

    
{

        
delete
[]
 
cstring
;

    
}

    
// Конструктор копирования

    
RFive
(
const
 
RFive
&
 
other
)

    
{

        
cstring
 
=
 
new
 
char
[
std
::
strlen
(
other
.
cstring
)
 
+
 
1
];

        
std
::
strcpy
(
cstring
,
 
other
.
cstring
);

    
}

    
// Конструктор перемещения, noexcept - для оптимизации при использовании стандартных контейнеров

    
RFive
(
RFive
&&
 
other
)
 
noexcept
 

    
{

        
cstring
 
=
 
other
.
cstring
;

        
other
.
cstring
 
=
 
nullptr
;

    
}

    
// Оператор присваивания копированием (copy assignment)

    
RFive
&
 
operator
=
(
const
 
RFive
&
 
other
)
 

    
{

        
if
 
(
this
 
==
 
&
other
)

            
return
 
*
this
;

        
char
*
 
tmp_cstring
 
=
 
new
 
char
[
std
::
strlen
(
other
.
cstring
)
 
+
 
1
];

        
std
::
strcpy
(
tmp_cstring
,
 
other
.
cstring
);

        
delete
[]
 
cstring
;

        
cstring
 
=
 
tmp_cstring
;

        
return
 
*
this
;

    
}

    
// Оператор присваивания перемещением (move assignment)

    
RFive
&
 
operator
=
(
RFive
&&
 
other
)
 
noexcept

    
{

        
if
 
(
this
 
==
 
&
other
)

            
return
 
*
this
;

        
delete
[]
 
cstring
;

        
cstring
 
=
 
other
.
cstring
;

        
other
.
cstring
 
=
 
nullptr
;

        
return
 
*
this
;

    
}

//  Также можно заменить оба оператора присваивания следующим оператором

//  RFive& operator=(RFive other)

//  {

//      std::swap(cstring, other.cstring);

//      return *this;

//  }

};

```

## Идиома копирования и обмена
Всегда стоит избегать дублирования одного и того же кода, так как при изменении или исправлении одного участка придётся не забыть исправить остальные. Идиома копирования и обмена (англ. copy and swap idiom) позволяет этого избежать, используя повторно код конструктора копирования, так для класса RFive придётся создать дружественную функцию swap и реализовать оператор присваивания копированием и перемещением через неё. Более того, при такой реализации отпадает нужда в проверке на самоприсваивание.
```
#include
 
<cstring>

class
 
RFive

{

    
// остальной код

    
RFive
&
 
operator
=
(
const
 
RFive
&
 
other
)
 
// Оператор присваивания копированием (copy assignment)

    
{

        
Rfive
 
tmp
(
other
);

        
swap
 
(
*
this
,
 
tmp
);

        
return
 
*
this
;

    
}

    
RFive
&
 
operator
=
(
RFive
&&
 
other
)
 
// Оператор присваивания перемещением (move assignment)

    
{

        
swap
 
(
*
this
,
 
other
);

        
return
 
*
this
;

    
}

    
friend
 
void
 
swap
 
(
RFive
&
 
l
,
 
RFive
&
 
r
)

    
{

        
using
 
std
::
swap
;

        
swap
 
(
l
.
cstring
 
,
 
r
.
cstring
);

    
}

    
// остальной код

};

```

Также уместно будет для операторов присваивания сделать возвращаемое значение константной ссылкой: const RFive& operator=(const RFive& other);. Дополнительный const не позволит нам писать запутанный код, как, например, такой: (a=b=c).foo();.

## Правило ноля
Мартин Фернандес предложил также правило ноля.
По этому правилу не стоит определять ни одну из пяти функций самому; надо поручить их создание компилятору (присвоить им значение = default;). Для владения ресурсами вместо простых указателей стоит использовать специальные классы-обёртки, такие как std::unique_ptr и std::shared_ptr.